# Großsteingrab Groß Ellenberg
Das Großsteingrab Groß Ellenberg war eine megalithische Grabanlage der jungsteinzeitlichen Trichterbecherkultur bei Groß Ellenberg, einem Ortsteil von Suhlendorf im Landkreis Uelzen (Niedersachsen). Es wurde im 19. Jahrhundert zerstört. Das Grab befand sich südöstlich des Ortes auf der Südseite der heutigen B 71. Es wurde in den 1840er Jahren durch Georg Otto Carl von Estorff dokumentiert, war aber bereits damals zerstört und konnte deshalb nicht näher beschrieben werden. Über Ausrichtung, Maße und Grabtyp liegen keine Informationen vor. Aus der Kartensignatur geht lediglich hervor, dass es ein rechteckiges Hünenbett besaß.